# Пендрагон
Пендрагон (на английски: Pendragon) е английска нео-прогресивна рок група, основана през 1978 година в Страуд, Глостършър Преди това се нарича Зюс Пендрагон, което име е дадено от китариста и вокал Ник Барет. Думата „Зюс“ отпада и бандата започва да записва творчеството си. Първите няколко члена в Пендрагон са Ник Барет, Джулиън Бейкър (китара и вокали), Найджъл Херис (барабани) и Стан Кокс (бас-китара). Няколко музиканти минават през групата в началната фаза, като след 1986 г. съставът е относително стабилен.

## Дискография
- The Jewel (1985)
- Kowtow (1988)
- The World (1991)
- The Window of Life (1993)
- The Masquerade Overture (1996)
- Not of This World (2001)
- Believe (2005)
- Pure (2008)
- Passion (2011)
- Men Who Climb Mountains (2014)
- Love over Fear (2020)
- North Star (2023)